# GenX (composto chimico)
Il 2,3,3,3-tetrafluoro-2-(eptafluoropropossi)-propanoato di ammonio, più noto come GenX è un tensioattivo utilizzato dal 2005 negli Stati Uniti e dal 2012 nei Paesi Bassi dalla società chimica Chemours nella polimerizzazione in emulsione per la produzione di polimeri fluorurati commercializzati con il marchio Teflon. Viene usato come sostituto a minor impatto ambientale del perfluoro-ottanoato di ammonio (PFOA).

## Produzione
Il GenX viene prodotto per dimerizzazione dell'esafluoropropene ossido e per successiva idrolisi dell'acil fluoruro nel sale ammonico. 
{\displaystyle {\ce {2 C3F6O -> CF3CF2CF2O-CF(CF3)-C(O)F -> C6H4F11NO3}}}

## Distruzione
Il GenX viene distrutto riscaldandolo in dimetilsolfossido con idrossido di sodio.

## Impatto ambientale
Il GenX causa tumori del fegato in ratti femmina e tumori delle cellule pancreatiche in ratti maschi. La sostanza è quindi classificata come sospetto cancerogeno per l'uomo (categoria 2).
L'impianto di Fayetteville in Carolina del Nord di DuPont ha contaminato per decenni le acque del Cape Fear River, una sorgente di acqua potabile per la città di Wilmington (Carolina del Nord)
Il 5 settembre 2017 il North Carolina Department of Environmental Quality (NCDEQ) ha imposto a Chemours di fermare lo scarico di tutti i composti fluorurati nel Cape Fear River.
Il 7 maggio 2018, una associazione ambientalista, la Cape Fear River Watch (CFRW) ha annunciato di voler citare in giudizio Chemours per numerose violazioni delle norme ambientali americane.
Nella prima metà del 2018 tracce di GenX sono state ritrovate nelle acque dei pozzi di controllo a Trissino, ove ha sede la Miteni. La fabbrica in questione non produce GenX ma lo recupera dalle acque di polimerizzazione e di lavaggio provenienti dai Paesi Bassi. L'Arpav e la Provincia di Vicenza hanno chiesto l’avvio del procedimento di sospensione di tutti gli impianti della Miteni.